# Oingo Boingo
Oingo Boingo var et Amerikansk new wave band der spillede fra 1972 til 1995

## Albummer
| Navn                                              | Antal sange | Udgivelses år | Varighed I alt | Varighed I alt(Timer)  |  |
| ------------------------------------------------- | ----------- | ------------- | -------------- | ---------------------- |  |
| Only A Lad                                        | 10          | 1981          | 38 minutter    | Ca. ⅔ time             |  |
| Good For Your Soul                                | 11          | 1983          | 41 minutter    | Ca. ⅔ time             |  |
| Boi-Ngo                                           | 9           | 1987          | 40 minutter    | Ca. ⅔ time             |  |
| Boingo Alive                                      | 31          | 1988          | 128 minutter   | 2 timer og 8 minutter  |  |
| Skeletons In The Closet: The Best Of Oingo Boingo | 12          | 1989          | 48 minutter    | Ca. ¾ time             |  |
| Dark At The End Of The Tunnel                     | 11          | 1990          | 47 minutter    | Ca. ¾ time             |  |
| Best O` Boingo                                    | 17          | 1991          | 76 minutter    | 1 time og 16 minutter  |  |
| Boingo                                            | 11          | 1994          | 73 minutter    | 1 time og 13 minutter  |  |
| Farewell:                                         | 30          | 1996          | 146 minutter   | 2 timer og 26 minutter |  |

## Singler ogEP'er
| Navn                  | Antal sange | Udgivelses år | Varighed I alt            |
| --------------------- | ----------- | ------------- | ------------------------- |
| Violent Love          | 1           | 1980          | 2 minutter og 38 sekunder |
| Only A Lad            | 1           | 1980          | 4 minutter og 17 sekunder |
| I'm so Bad            | 1           | 1980          | 3 minutter og 57 sekunder |
| Ain't This The Life   | 1           | 1980          | 3 minutter og 28 sekunder |
| Something Isn't Right | 1           | 1984          | 3 minutter og 43 sekunder |
| Bachelor Party        | 1           | 1984          | 3 minutter og 50 sekunder |

 Der er for få eller ingen kildehenvisninger i denne artikel, hvilket er et problem. Du kan hjælpe ved at angive troværdige kilder til de påstande, som fremføres i artiklen.